# VV Haaksbergen
VV Haaksbergen is een Nederlandse amateurvoetbalclub uit Haaksbergen in Overijssel, opgericht in 1903. Aanvankelijk speelde de club onder de naam H.V.C. Daarna werd de naam veranderd in Excelsior. De club speelt op sportpark Groot Scholtenhagen in Haaksbergen.

## Geschiedenis
In 1916, met de toetreding tot de Twentsche Voetbalbond (T.V.B.) werd de naam gewijzigd in v.v. Haaksbergen. In 1927 werd de vereniging kampioen van de T.V.B. waardoor zij promoveerde naar de Nederlandse Voetbalbond (N.V.B.). De "K" van Koninklijk stond toen nog niet voor de bondsnaam. In 1935 werd er een houten tribune geplaatst die in de jaren '50 afbrandde.
In het begin van de jaren zestig degradeerde v.v. Haaksbergen weer naar de T.V.B. Door diverse kampioenschappen reikte de club daarna tot in de Eerste klasse van de K.N.V.B.; op dat moment de hoogste amateurklasse. Toen in 1974 de Hoofdklasse in het leven werd geroepen, wist v.v. Haaksbergen zich hiervoor te plaatsen, door op de 7e plaats in de Eerste klasse te eindigen. Uiteindelijk wist zij zich daar zeven jaar in te handhaven, waarna degradatie naar de Eerste klasse volgde. In 1971 werd er een nieuwe kantine geplaatst.
Ook daarna ging het minder en belandde de club uiteindelijk in de Vierde klasse KNVB. In 1987 promoveerde de club weer naar de Derde klasse. Na twee jaar moest dit terrein weer prijsgegeven worden.

### Jaren negentig en later
Begin jaren negentig werden weer diverse promoties behaald en kwam Haaksbergen midden jaren negentig weer uit in de Tweede klasse K.N.V.B. Daarna volgden weer diverse degradaties tot in de Vijfde klasse K.N.V.B. In 2008 maakt de v.v. Haaksbergen de keuze om in het zaterdagvoetbal uit te komen, omdat dit beter voor de vereniging leek. Na vier jaar werd besloten om deze stap ongedaan te maken en ging het eerste elftal weer op zondag spelen. Aanvankelijk in de Zesde klasse zondag en na opheffing van deze klasse met ingang van het seizoen 2013/14 werd opgeheven in de Vijfde klasse.
Naast het vlaggenschip (het 1e mannenteam), komt de vereniging reeds enkele jaren uit met een vrouwenteam dat, na promotie in het seizoen 2011/12, in de Vierde klasse speelt.
Bij de mannen komt v.v. Haaksbergen uit met drie teams in de diverse zondagcompetities en drie teams in de zaterdagcompetities.
Om de aanwas van de jeugd nieuw leven in te blazen, werd in 2007 begonnen met het zogenaamde kaboutervoetbal voor 3 tot 6-jarigen. Dit heeft ertoe geleid dat v.v. Haaksbergen met ingang van het seizoen 2015/16 beschikt over volledig bezette jeugdafdeling met teams in de leeftijdsgroepen A, B, C, D, E en F (zowel jongens als meisjes). Uiteindelijk moet dit leiden tot hernieuwde aansluiting met de senioren.
In de jaren negentig had de vereniging een G-team voor mensen met een beperking, dat in de competitie uit kwam. Doordat diverse spelers afhaakten moest dit team noodgedwongen worden opgeheven. In 2009 waren er weer voldoende spelers voor een nieuw G-team, zodat dit opnieuw geformeerd kon worden.
Ook werd in 2009 het trimvoetbal opgericht voor mensen die niet (meer) in competitieverband uit willen komen. Zij spelen op zondagmorgen een onderling partijtje.

## Erelijst
Kampioenschappen / Promoties
1927: kampioenschap en promotie naar de 4e klasse K.N.V.B.
1928: kampioenschap
1960: kampioenschap en promotie naar de 3e klasse K.N.V.B.
1966: kampioenschap en promotie naar de 4e klasse K.N.V.B.
1969: kampioenschap en promotie naar de 3e klasse K.N.V.B.
1971: kampioenschap en promotie naar de 2e klasse K.N.V.B.
1973: kampioenschap en promotie naar de 1e klasse K.N.V.B.
1974: promotie naar de Hoofdklasse K.N.V.B.
1987: kampioenschap en promotie naar de 3e klasse K.N.V.B.
1993: kampioenschap en promotie naar de 3e klasse K.N.V.B.
1995: kampioenschap en promotie naar de 2e klasse K.N.V.B.
2004: promotie naar de 4e klasse K.N.V.B via nacompetitie
Beker
1978: winnaar districtsbeker oost (zondag)

## Competitieresultaten 1928–2018
| 1 4A |

| 3 3A |

| 6 3A |

| 5 3A |

| 6 3A |

| 7 3A |

| 4 3A |

| 8 3A |

| 9 3A |

| 9 3A |

| 10 3A |

| 5 3A |

| 5 J |

| 2 3D |

| 4 3A |

| 2 3A |

| 2 3A |

|  |

| 3 3B |

| 2 3A |

| 1 3A |

| 6 3C |

| 10 3A |

| 8 3C |

| 12 3A |

| 3 4A |

| 3 4A |

| 3 4B |

| 4 4B |

| 4 4A |

| 1 4A |

| 10 4A |

| 1 4A |

| 4 4A |

| 4 4C |

| 4 4C |

| 4 4C |

| 11 4A |

| 2 1A |

| 1 1A |

| 5 4C |

| 1 4C |

| 6 3A |

| 5 3A |

| 1 3C |

| 1 2B |

| 7 1D |

| 11 B |

| 11 B |

| 6 B |

| 3 B |

| 10 B |

| 14 B |

| 10 1D |

| 12 1D |

| 5 2B |

| 10 2B |

| 4 3C |

| 11 3A |

| 1 4C |

| 3 3C |

| 6 3C |

| 11 3C |

| 2 4C |

| 3 4C |

| 1 4C |

| 2 3C |

| 1 3C |

| 9 2B |

| 11 2J |

| 9 3C |

| 2 4C |

| 12 4C |

| 2 5B |

| 3 5B |

| 5 5B |

| 6 5B |

| 6 5B |

| 12 4A |

| 10 5B |

| 12 5B |

|  |

|  |

|  |

|  |

| 12 6A |

| 13 5B |

| 12 5C |

| 13 5C |

| 13 5B |

| 7 5B |

| - 5B |

| Hoofdklasse | Eerste klasse | Tweede klasse | Derde klasse | Vierde klasse | Vijfde klasse | Eerste klasse TVB | Zesde klasse | Noodcompetitie |

In elke staaf van de grafiek staat van boven naar beneden vermeld: 
- Eindnotering

Dit is de positie die de club heeft bereikt in de competitie, zonder eventuele beslissings-, play-off- of nacompetitiewedstrijden die nodig zijn geweest om bijvoorbeeld de kampioen van de competitie te bepalen.
Indien een * achter het getal staat is de notering een tussenstand en kan het zijn dat de notering niet overeenkomt met de uiteindelijke eindstand van de competitie.
Staat er een - dan is het seizoen nog bezig en is er geen definitieve uitslag bekend.
Staat er xx op de positie van de notering, dan heeft de club vroegtijdig de competitie verlaten. Dit kan onder andere komen door terugtrekking van het team, faillissement van de club of door een uitgedeelde straf van de KNVB. In veel gevallen staat elders in het artikel de reden vermeld.
Staat er een ? dan is het resultaat uit het verleden onbekend, en is alleen de competitie of het niveau bekend van dat seizoen.
In de seizoenen 2019/20 en 2020/21 werd wegens de coronacrisis het amateurvoetbal afgebroken. Daardoor kennen deze staven geen eindklassering (middels -- weergegeven).
- Competitieniveau en afdelingsletter of Officiële eindstand Eredivisie
  - Competitieniveau en afdelingsletter

Hierbij geeft het getal het niveau weer, dat ook terug te vinden is in de legenda. De letter is de afdelingsaanduiding en wordt gebruikt wanneer er meer afdelingen zijn op hetzelfde niveau. De afdelingsletter is altijd een hoofdletter en wordt meestal zonder nummer gebruikt.
Voorbeeld: 2F is niveau 2e klasse competitie F.
Het competitieniveau en nummer wordt niet vermeld wanneer er slechts één competitie van dit niveau was.
  - Officiële eindstand Eredivisie (getal staat tussen haakjes vermeld)

Sinds de introductie van play-offwedstrijden voor Europees voetbal na afloop van de reguliere competitie in 2005/06, is de KNVB verplicht een eindstand van de Eredivisie door te geven aan de UEFA aan de hand van deze play-offwedstrijden.
Bij deze eindstand staan clubs die zich hebben gekwalificeerd voor Europees voetbal hoger dan clubs die zich niet wisten te kwalificeren. Indien er geen verschil was tussen de eindnotering en de officiële eindstand, staat dit getal niet vermeld.

- Onderafdeling

Hier staat afgekort de naam van de onderafdeling indien de club in dat jaar in een onderafdeling uitkwam. Tevens staat deze afkorting in de legenda en wordt gelinkt naar het artikel over deze onderafdeling. Deze afkorting wordt alleen vermeld wanneer de club in het verleden in verschillende onderafdelingen heeft gespeeld. Deze vermelding is in de staaf altijd in kleine letters. Deze onderafdelingen zijn na het seizoen 1995/96 afgeschaft. Heeft de club in slechts één onderafdeling gespeeld, dan is dit alleen terug te vinden in de legenda.
Onder de staaf staat het jaartal vermeld waarin het seizoen is afgesloten. 15 verwijst naar het seizoen 2014/15 of eventueel het seizoen 1914/15.
Wanneer een staaf leeg is, zijn deze gegevens niet bekend. Het kan ook zijn dat de club dat seizoen niet heeft meegespeeld op het hogere amateurniveau, vroegtijdig de competitie heeft verlaten of uit de competitie is gezet.

In het seizoen 1944/45 was er wegens de Tweede Wereldoorlog geen regulier competitievoetbal.

## Ex-spelers
- Andy Scharmin. Hij maakte vanuit de jeugd de overstap naar FC Twente en speelde daar enkele seizoenen in de hoofdmacht. Hij verongelukte met de SLM-ramp in 1989.